# Visma Arena
La Visma Arena, nota fino al 30 giugno 2020 come Myresjöhus Arena per ragioni di sponsorizzazione, è uno stadio di calcio situato a Växjö, in Svezia. Ospita le partite casalinghe dell'Östers IF di calcio maschile e del Växjö DFF di calcio femminile.
La struttura è parte del progetto Arenastaden, complesso sportivo formato da campi e palestre di vari sport che include anche il vecchio stadio cittadino Värendsvallen.
Si tratta di un'arena dedicata al calcio, con 12.000 posti interamente coperti di cui 10.000 a sedere.
L'impianto è classificato nella Categoria 3 per la UEFA per le partite internazionali, durante le quali assume la denominazione di Växjö Arena poiché per regolamento nelle partite UEFA non sono ufficialmente consentite denominazioni derivanti da sponsorizzazioni.

## Storia
Il 29 marzo 2011 l'azienda edile Myresjöhus ha acquistato i diritti sul nome del futuro stadio con un accordo valido dal 1º gennaio dell'anno successivo. Due giorni più tardi, il 31 marzo 2011, il presidente della federcalcio svedese Lars-Åke Lagrell ha simbolicamente fatto il primo scavo sul sito di costruzione. Inizialmente il manto doveva essere di erba sintetica, ma il fatto di ospitare alcune partite del campionato europeo femminile di calcio 2013 ha portato a rivedere tale decisione.
L'arena è stata completata nell'agosto del 2012 ed è stata ufficialmente inaugurata il successivo 1º settembre, con una partita di esibizione tra i giocatori più importanti della storia dell'Öster, tra cui Thomas Ravelli. La prima partita ufficiale si è invece disputata il 3 settembre, quando Öster e IFK Värnamo hanno pareggiato 1-1 in un incontro valido per il campionato di Superettan 2012.
Nel luglio del 2013, essendo una delle sedi del campionato europeo femminile di calcio 2013, lo stadio ha ospitato tre partite della fase a gironi più un quarto di finale della competizione.
Il manto in erba naturale è stato poi sostituito nell'estate del 2018 con uno in erba ibrida.
Il 4 febbraio 2020 è stato reso noto che, a partire dal successivo 1º luglio, la nuova denominazione dell'impianto sarebbe stato Visma Arena in virtù di un nuovo contratto di sponsorizzazione.

## Dati
- Posti a sedere: 10.000
- Posti in piedi: 2.000
- Entrate: 4
- Box: 16
- Ristoranti: 2
- Pub: 2
- Bagni: 144
- 20 posti per spettatori con disabilità, con posto adiacente per accompagnatori
- Area di gioco 105m x 68m - Campo 120m x 80m